# 馬引沢 (多摩市)
馬引沢（まひきざわ）は、東京都多摩市の地名。現行の行政地名は馬引沢1丁目および2丁目。郵便番号は206-0023。多摩ニュータウン開発区域内に位置し、聖ヶ丘・諏訪・乞田川に囲まれた細長い形状をしている。最寄り駅は永山駅（京王相模原線・小田急多摩線）。

## 歴史
この地域は、元は大字連光寺の一部で、町名を付ける際に連光寺の小字から採られた。旧来からの住民などには「まびきさわ」あるいは「まびきざわ」と呼ぶ者もいる。
馬引沢の地名の由来は、小字沖谷戸（おきのやと）から乞田川へ流れ込む沢（沖ノ谷戸から馬引沢、諏訪坂を経て乞田川へ注ぐ）がこの地域（小字馬引沢）のほぼ中央を南北に貫いており、沢沿いに黒川方面へ抜ける道があったといわれ、この道が馬を降り引いて歩かねばならないほど険しい道であったことが由来と言われている。
また伝承では、馬引沢へ通じる道が連光寺小字本村（ほんむら）からの一本だけであった頃、この道の途中に金色の薬師如来が祭られており、その薬師如来のそばまで来ると馬から降りて馬を引いて通った沢であったことが由来という（馬から降りた理由については複数のパターンがある）。なお、この薬師如来像があったと思われる薬王寺は1966年に火災のため焼失している。
現在の町名としての馬引沢と、かつての小字馬引沢は完全に一致するわけではない。小字馬引沢は現在の馬引沢の大部分と、諏訪1丁目・3丁目・4丁目、聖ヶ丘2丁目〜4丁目のそれぞれ一部である。
小字馬引沢のうち多摩ニュータウン第5住区に含まれる場所は早くに区画整理が行われ、諏訪1丁目〜4丁目の一部となっていた。残りの土地についても、多摩ニュータウン第4住区および区画整理事業第2工区に設定され、小字諏訪坂（すわのさか）および小字諏訪越（すわのこし）などとともに区画整理が行われた。区画整理事業区域のうち、諏訪へ編入される部分を除いた地域と、ニュータウン第4住区
（すなわち現在の馬引沢地区および聖ヶ丘地区）の町名は、当初は「連光台」とする計画であった。そして1977年に町名についての協議が開始されたが地元の意見はまとまらず、結局1979年11月、第4住区部分は「聖ヶ丘」とし、馬引沢地区は諏訪へ編入することが計画された。
諏訪への編入により馬引沢地域は「諏訪7丁目」となることが明らかになると、地元では「7丁目」では問題がある（例えば、諏訪6丁目に隣接しておらず、飛び地のようになってしまうため訪問者などに分かりにくいなど）として、1986年10月に同地を「諏訪元町」とするよう要望した。しかし諏訪元町ではすでにある諏訪地区と紛らわしいことから、同地の小字馬引沢から地名をとることになった。
こうして1990年1月27日、馬引沢1丁目（連光寺小字諏訪坂、諏訪越、馬引沢）および2丁目（連光寺小字諏訪坂、馬引沢）が新設された。なお同日に、小字諏訪越の一部が諏訪1丁目に、小字馬引沢の一部が諏訪1丁目・3丁目・4丁目にそれぞれ編入されている。

### 沿革
※ 小字馬引沢は単に「馬引沢」と記す。
- 1970年10月1日　馬引沢の一部を含む地域から、諏訪二丁目、四丁目を新設。
- 1975年1月1日　馬引沢の一部を諏訪一丁目、三丁目、四丁目に編入。
- 1977年9月1日　馬引沢の一部を諏訪三丁目に編入。
- 1981年11月1日　馬引沢の一部（馬引沢団地を含む区域）を諏訪一丁目に編入。
- 1983年2月1日　馬引沢の一部を諏訪四丁目、聖ヶ丘三丁目に編入。
- 1983年2月1日　馬引沢の一部を含む区域から、聖ヶ丘二丁目、四丁目を新設。
- 1990年1月27日　馬引沢の一部が諏訪一丁目、三丁目、四丁目に編入される。
- 1990年1月27日　諏訪坂、諏訪越、馬引沢のそれぞれ一部から馬引沢一丁目を新設。また、諏訪坂、馬引沢のそれぞれ一部から馬引沢二丁目を新設。

## 世帯数と人口
2018年（平成30年）1月1日現在の世帯数と人口は以下の通りである。
| 丁目         | 世帯数    | 人口    |
| ------------ | --------- | ------- |
| 馬引沢一丁目 | 880世帯   | 1,699人 |
| 馬引沢二丁目 | 1,206世帯 | 2,367人 |
| 計           | 2,086世帯 | 4,066人 |

## 小・中学校の学区
市立小・中学校に通う場合、学区は以下の通りとなる。
| 丁目         | 番地 | 小学校               | 中学校             |
| ------------ | ---- | -------------------- | ------------------ |
| 馬引沢一丁目 | 全域 | 多摩市立北諏訪小学校 | 多摩市立諏訪中学校 |
| 馬引沢二丁目 | 全域 | 多摩市立北諏訪小学校 | 多摩市立諏訪中学校 |

## 地価
住宅地の地価は、2014年（平成26年）1月1日の公示地価によれば、馬引沢2丁目13番15の地点で18万6000円/m2となっている。

## 施設
- 馬引沢第一公園
- 馬引沢自治会館